# Riópar
Riópar er en by og kommune i det sydøstlige Spanien i provinsen Albacete. Den har et indbyggertal på 1.353 (2024) indbyggere.